# 33413 Alecsun
33413 Alecsun este o planetă minoră (asteroid), cu un diametru de 1,712 km, din centura de asteroizi. A fost descoperită pe 10 februarie 1999 la Experimental Test Site⁠(d) de Lincoln Near-Earth Asteroid Research. 
Obiectul prezintă o orbită caracterizată de o semiaxă mare de 2,3809398 UAi, o excentricitate de 0,1, o înclinație de 3,99331 ° în raport cu ecliptica.